# OTC Markets Group
OTC Markets Group (ранее известная как «Розовые листы»; англ. Pink Sheets) — внебиржевая система торгов акциями. Отражает котировки брокеров/дилеров для ценных бумаг внебиржевого рынка (OTC). С 1913 года выходила в бумажной форме на розовой бумаге. Система не является подразделением NASD или SEC.

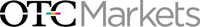
Логотип системы.

«Розовые листы» ежедневно публикуются Бюро национальных котировок (NQB) Джерси-Сити, штат Нью-Джерси, подразделением Коммерс Клиринг Хаус Инк., Ривервуд, штат Иллинойс. Ежедневно выпускается список компаний, который включает в себя имена и телефоны, брокеров и котировки акций компаний. Информация печатается на тонких розовых бумажных листах — отсюда и название. В основном, компании, которые котируются на «розовых листах», — это закрытые и небольшие, которые не могут удовлетворить требованиям листинга на Нью-Йоркской фондовой бирже или NASDAQ. Компаниям не требуется предоставлять отчетность и проводить аудит. Это вызывает определенные трудности для инвесторов с их оценкой, что ведёт к высокой степени риска инвестиций. Нет минимальных требований к размеру бизнеса. Многие из этих акций даже не указываются в ежедневно публикуемых в газетах таблицах котировок внебиржевого рынка. Брокерские фирмы подписываются на «розовые листы», поскольку в их таблицах не только приводятся текущие котировки, но и перечисляются маркетмейкеры, которые ведут торговлю с перечисленными акциями.
В 2006 году услугами «Розовых листков» пришлось воспользоваться Navistar International — автомобильной компании с оборотом в 12 млрд долларов, до середины 2006 торговавшейся на NYSE. После конфликта с аудиторами, отказавшимися утвердить поправки к отчётности, предложенные Navistar, компания была вынуждена сменить аудитора, пропустила сроки обязательного предоставления отчётности на биржу и в итоге была исключена из биржевого реестра.